# إنكولوليكو سونتيلي
إنكولوليكو سونتيلي (30 أبريل 1994 – 27 أكتوبر 2017) هو ملاكم من ليسوتو راحل، مثّل بلاده في الألعاب الأولمبية الصيفية 2016.

## روابط خارجية
إنكولوليكو سونتيلي على موقع بوكس ريك (الإنجليزية) (registration required)
- إنكولوليكو سونتيلي على موقع اللجنة الأولمبية الدولية (الإنجليزية)
- إنكولوليكو سونتيلي على موقع أوليمبيديا (الإنجليزية)
- إنكولوليكو سونتيلي على موقع اتحاد ألعاب الكومنولث (مؤرشف) (الإنجليزية)